# Station Kowary Zdrój
Station Kowary Zdrój is een spoorwegstation in de Poolse plaats Kowary.